# خناق
الخُنَاق أو الخَانُوق أو الذُّبَاح أو الديفتيريا (διφθέρα اليونانية (diphthera) «زوج من المخطوطات الجلدية») هو مرض الجهاز التنفسي العلوي بسبب بكتريا الخناق الوتدية، وهي بكتيريا لاهوائية إيجابية الجرام. يتميز المرض بالتهاب في الحلق، حمى منخفضة، غشاء ملتصق (غشاء كاذب) على اللوزتين والبلعوم، و/أو تجويف الأنف. يمكن أن يقتصر شكل أخف من الخناق على الجلد. وتشمل العواقب الغير شائعة التهاب عضلة القلب (حوالي 20٪ من الحالات)  والاعتلال العصبي المحيطي (حوالي 10٪ من الحالات).
الخناق مرض معد ينتشر عن طريق الاتصال المادي المباشر أو تنفس رذاذ الإفرازات من الأشخاص المصابين. من الشائع جدا تاريخيا، أنه تم القضاء على الخناق إلى حد كبير في الدول الصناعية عن طريق التطعيم على نطاق واسع. في الولايات المتحدة على سبيل المثال، كانت هناك 52 حالة خناق (دفتريا) بين عامي 1980 و 2000، وبين عامي 2000 و 2007 لم يكن هناك سوى ثلاث حالات  لأن اللقاح الثلاثي (الخناق -السعال الديكي - التيتانوس) تم التوصية به لجميع الأطفال في سن المدرسة. ويوصي بجرعات تعزيزية من اللقاح للبالغين لأن فوائد اللقاح تقل بالتقدم في العمر بدون إعادة التعرض بشكل مستمر؛ وينصح بهذه الجرعات بشكل خاص للمسافرين إلى المناطق التي لم يتم بعد القضاء على المرض فيها.

## العلامات والأعراض
الشكل الخاص الذي يصيب الجهاز التنفسي لديه فترة حضانة تتراوح بين 2-5 أيام. بداية المرض عادة ما تكون تدريجية وتشمل الأعراض مثل: التعب والحمى، التهاب خفيف بالحلق ومشاكل بالبلع. الأطفال المصابين لديهم أعراض تشمل: الغثيان، التقيؤ، قشعريرة وارتفاع في درجة الحرارة، على الرغم من أن البعض لايُظهر أعراضا حتى تتقدم العدوى بشكل أكبر. في 10٪ من الحالات، يعاني المرضى من تورم الرقبة، يُشار إليه بشكل غير رسمي ب «عنق الثور»، وترتبط هذه الحالات مع ارتفاع أكبر في خطر الوفاة.
بالإضافة إلى الأعراض في موقع الإصابة (التهاب الحلق)، فقد يعاني المريض أكثر من أعراض عامة، مثل الفتور، الشحوب وسرعة دقات القلب، سبب هذه الأعراض هو المادة السامة وتدعي «توكسين» تصدرها البكتيريا. من الممكن أن يتطور ويؤدي إلى انخفاض ضغط الدم عند هؤلاء المرضى، اما الأضرار على المدى الطويل لسم الخناق فتشمل اعتلال قلبي عضلي  والاعتلال العصبي المحيطي (النوع الحسي).
الشكل الجلدي من الخناق غالبا ما يكون عدوى ثانوية لمرض جلدي موجود مسبقا. علامات العدوى الجلدية للخناق تتطور خلال سبعة أيام بعد ظهور المرض الجلدي الأولي.

## الآلية

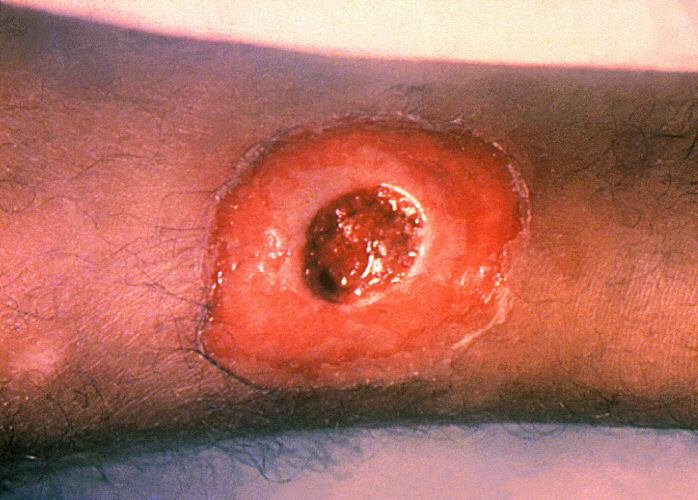
اصابة خناق جلدية على الساق

سم الخناق يتكون من بروتين واحد أو عديد الببتيد. انهيار البروتين (التحلل البروتيني) ينشأ عنه جزئين (ألف وباء) والتي تُعقد معا برابط ثنائي الكبريتيد. يرتبط السم بمواقع محددة في الكائن الحي لمنع الترجمة خلال تخليق البروتين. يدخل السم الخلية المضيفة ويتحلل بواسطة البروتياز المشابه للتربسين لإنتاج الجزء السام.
ويتم إنتاج سم الخناق من بكتيريا الخناق الوتدية فقط عندما تُصاب بلاقم البكتيريا. ويقوم اللاقم بدمج جين في البكتيريا مما يؤدي إلى إنتاج السم.

## التشخيص
التعريف الحالي للخناق المستخدم من قبل مراكز الوقاية والتحكم في الأمراض مبني على كل من معايير المختبر والمعايير السريرية.

### معايير المختبر
- عزل بكتريا الخناق الوتدية من العينة السريرية، أو
- تشخيص الخناق بعلم الأمراض النسيجي

### المعايير السريرية
- مرض الجهاز التنفسي العلوي مع التهاب في الحلق
- حمى منخفضة الدرجة (> 103 فهرنهايت «نادرة»)
- غشاء كاذب ملتصق في اللوز، البلعوم، و/أو الأنف.

### تصنيف الحالة
- محتمل: حالة متوافقة سريريا وغير مؤكدة مخبريا وغير مرتبطة بحالة وبائية مؤكدة مخبريا.
- مؤكد: حالة متوافقة سريريا وإما أن تكون مؤكدة مخبريا أو مرتبطة بحالة وبائية مؤكدة مخبريا.

بشكل عام ينبغي أن يُبدأ العلاج التجريبي للمريض في حالة وجود اشتباه عالي بالإصابة بالخناق.

## العلاج
المرض قد يظل تحت السيطرة، لكن في الحالات الأكثر شدة فإن الغدد الليمفاوية في الرقبة قد تتضخم والتنفس والبلع سيكونان أكثر صعوبة. في هذه المرحلة يجب على الناس التماس العناية الطبية الفورية، لأن إنسدادالحلق قد يتطلب التَنْبيب أو بضع القصبة الهوائية. إيقاعات القلب الغير طبيعية يمكن أن تحدث في مرحلة مبكرة من مسار المرض أو في أسابيع لاحقة، يمكن أن تؤدي إلى فشل القلب. يمكن أيضا أن يسبب الخناق شلل في العين، العنق، الحلق أو عضلات الجهاز التنفسي. المرضى أصحاب الحالات الشديدة يتم وضعهم في وحدة العناية المركزة بالمستشفى وإعطائهم ترياق مضاد لسم الخناق. حيث أن الترياق لا يعادل السم المرتبط بالفعل بالأنسجة، فإن تأخير إعطائه يُصاحب بزيادة في خطر الوفاة. لذلك، فإن قرار إعطاء الترياق المضاد للخناق يستند إلى التشخيص السريري، وينبغي ألا يُنتظر تأكيد المختبر.
لم يتم إثبات أن المضادات الحيوية تؤثر على شفاء العدوى الموضعية لمرضى الخناق الذين تم علاجهم بالترياق المضاد. تستخدم المضادات الحيوية مع المرضى أو الحاملين للمرض للقضاء على بكتريا الخناق الوتدية ومنع انتقالها للآخرين. يوصي مركز السيطرة على الأمراض CDC ب إما:
- إريثروميسين (عن طريق الفم أو الحقن) لمدة 14 يوما (40 ملغم / كغم يوميا بحد أقصى 2 غرام يوميا)، أو
- البروكايين بنسلين يعطى عضليا لمدة 14 يوما (300,000 يو/د للمرضى الذين وزنهم أقل من 10 كلغ ويو 600000 /د لهؤلاء الذين وزنهم أكبر من 10 كلغ). المرضى الذين يعانون من الحساسية للبنسلين أو مجموعة الاريثروميسين يمكنهم استخدام ريفامبين أو الكليندامايسين.

في الحالات التي تتقدم إلى أبعد من التهاب الحلق، ينتشر سم الخناق عن طريق الدم ويمكن أن يؤدي إلى مضاعفات محتملة تهدد الحياة وتؤثر على الأجهزة الأخرى في الجسم، مثل القلب والكليتين. يمكن للسموم أن تسبب ضررا على القلب ويؤثر على قدرته على ضخ الدم أو قدرة الكلى على إزالة المخلفات. يمكن أيضا أن يسبب تلف الأعصاب، مما يؤدي في النهاية إلى الشلل. ويمكن أن يؤدي إلى وفاة 40٪ إلى 50٪ من الذين تركوا من دون علاج.

## انتشار المرض

معدل العجز في الحياة في العام للخناق لكل 100,000 نسمة. [18] [19] [20] [21] [22] [23] [24] [25] [26] [27] [28] [29] [30

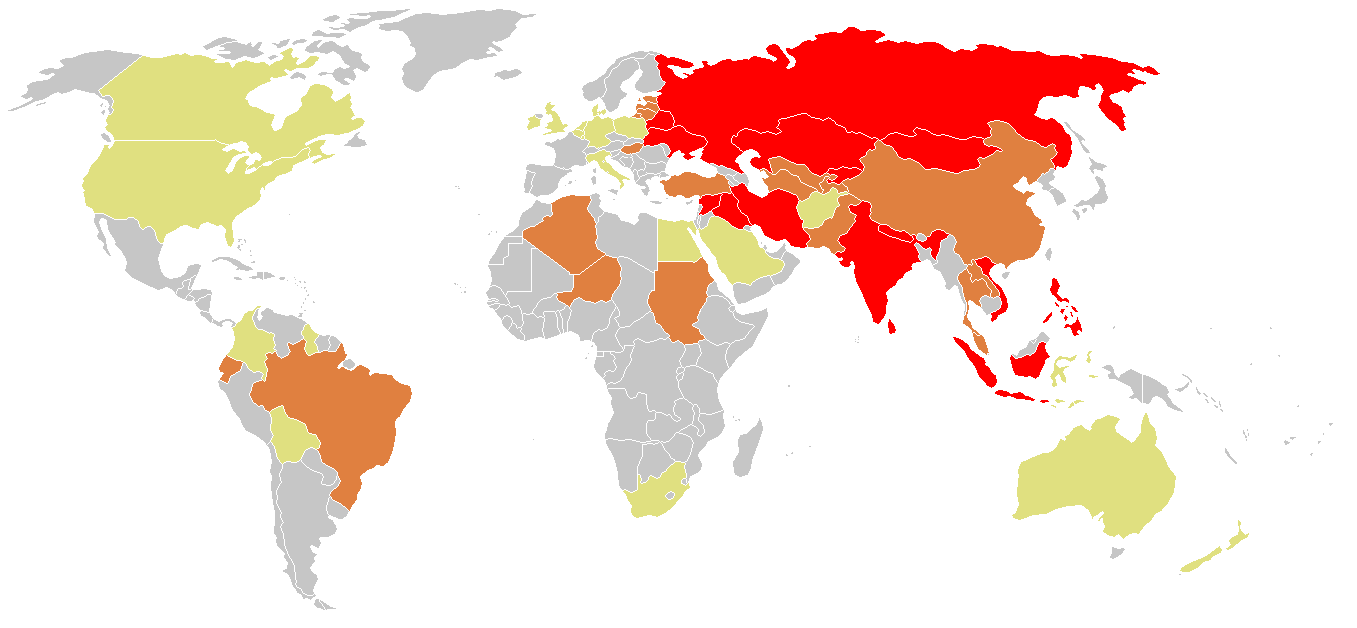
حالات الخناق المذكورة لمنظمة الصحة العالمية بين عامي 1997 و 2006 (انظر وصف العنوان التفسيري).

الخناق هو مرض خطير، مع معدلات وفيات بين 5 ٪ و 10 ٪. في الأطفال دون سن 5 سنوات والبالغين الذين تتجاوز أعمارهم 40 عاما، قد يصل معدل الوفاة إلى 20 ٪. على الرغم من ندرة حالات التفشي، فانها لا تزال تحدث في جميع أنحاء العالم، حتى في الدول المتقدمة مثل ألمانيا وكندا. بعد تفكك الاتحاد السوفياتي السابق في أواخر الثمانينيات، فان معدلات التطعيم في بلدانه المكونة انخفضت جدا حتى إنه كان هناك انفجار في حالات الخناق. في عام 1991 كان هناك 2000 حالة من حالات الخناق في اتحاد الجمهوريات الاشتراكية السوفياتية. وبحلول عام 1998، وفقا لتقديرات الصليب الأحمر، كان هناك ما يصل إلى 200000 حالة في رابطة الدول المستقلة، مع 5000 حالة وفاة. وقدكانت هذه زيادة ضخمة بحيث أن الخناق اُستشهد به في موسوعة جينيس للارقام القياسية العالمية كأكثر الأمراض التي شهدت طفرة جديدة.

## تاريخ المرض
في عام 1878، أصيبت الأميرة أليس ابنة الملكة فيكتوريا وعائلتها بالخناق مما تسبب في وفاة شخصين، هما الأميرة ماري أميرة ولاية هيسن والراين والأميرة أليس نفسها.
في العشرينيات كان هناك ما يقدر بنحو 100,000 إلى 200,000 حالات خناق سنويا في الولايات المتحدة، مما تسبب في 13,000 إلى 15,000 حالة وفاة سنويا. يمثل الأطفال غالبية كبيرة من هذه الحالات والوفيات الناجمة عنها. واحدة من أشهر حالات تفشي الخناق كانت في نومي، ألاسكا، ويحتفل الآن بسباق العدو الذي أقيم عام 1925 لتقديم الترياق المضاد للخناق لنومي تحت مسمى «السباق الكبير للرحمة».
وقد أُكتشف واحد من أول العلاجات الفعالة للخناق بواسطة الطبيب الأمريكي جوزيف اودواير (1841-1898). طور اودواير أنابيب يتم إدخالها في الحلق، وتمنع الضحايا من الاختناق بسبب غمد الغشاء الذي ينمو أكثر ويعوق الممرات الهوائية. في 1884 اكتشف فريدريك لوفلر الكائن المسبب للمرض بكتريا الخناق الوتدية. في 1890، طور الطبيب الألماني إميل فون بهرنغ ترياق لم يقتل البكتيريا، لكنه عادل السموم التي تفرزها البكتيريا في الجسم. اكتشف فون بهرنغ بأن دماء الحيوانات تحتوي على مضادات السموم وهكذا أخذ الدم، وأزال عوامل التخثر وحقنه إلى المرضى من البشر. حصل فون بهرنغ على جائزة جائزة نوبل في الطب لدوره في اكتشاف وتطوير مصل لعلاج الخناق. (الأميركيان ويليام بارك وآنا ويليامز فيسيلز، وعلماء معهد باستوراميل رو وأوغست شايلو قاموا أيضا بتطوير ترياق مضاد للخناق بشكل مستقل في 1890). أول لقاح ناجح للخناق تم تطويره في عام 1913 بواسطة بيرنغ. ومع ذلك، فإن المضادات الحيوية للخناق لم تكن متوفرة حتى اكتشاف وتطوير عقاقير السلفا.
اختبار شيك، الذي أخترع بين 1910 و 1911، هو الاختبار الذي يستخدم لتحديد ما إذا كان الشخص عرضة للخناق أم لا. سمي نسبة لمخترعه، بيلا شيك (1877-1967)، وهو طبيب أطفال أمريكي وُلد في هنجاريا. نسق دكتور شيك حملة ضخمة لمدة خمس سنوات. كجزء من الحملة، وزع 85 مليون منشور من قبل شركة متروبوليتان للتأمين على الحياة مع نداء إلى الآباء والأمهات «احفظ طفلك من الخناق». تم تطوير لقاح في العقد التالي، وبدأت الوفيات تنخفض بشكل حاد في 1924.
في أوائل أيار/مايو 2010، تم تشخيص حالة خناق في بورت أو برنس - هايتي بعد زلزال هايتي المدمر 2010. توفي المريض الذكر البلغ من العمر 15 عاما بينما كان العاملون يبحثون عن الترياق المضاد للسم.

## مقالات ذات صلة
- اللوزتان.